# 327695 Yokoono
327695 Yokoono este o planetă minoră (asteroid) din centura de asteroizi. A fost descoperită pe 14 septembrie 2006 la Mauna Kea de Joseph Masiero⁠(d). 
Obiectul prezintă o orbită caracterizată de o semiaxă mare de 2,3864324811151 UAi, o excentricitate de 0,09, o înclinație de 4,4 ° în raport cu ecliptica.